# Oleria santineza
Espèce
Oleria santineza est une espèce d'insectes lépidoptères, un papillon diurne appartenant à la famille des Nymphalidae, sous-famille des Danainae, à la tribu des Ithomiini, sous-tribu des Oleriina et au genre Oleria.

## Dénomination
Oleria santineza a été décrit par Richard Haensch en 1903 sous le nom initial de Leucothyris santineza.

### Sous-espèces
- Oleria santineza santineza ; présent en Équateur.
- Oleria santineza ssp. Willmott & Lamas ; présent en Colombie.
- Oleria santineza reducida Neild ; présent au Venezuela.
- Oleria santineza veneae Neild ; présent au Venezuela[1],[2].

## Description
Oleria santineza est un papillon d'une envergure d'environ 58 mm pour les mâles, 54 mm pour les femelles, aux ailes antérieures à bord interne concave.
Les ailes sont transparentes veinées et bordées de marron ou de doré chez certaines sous-espèces, avec aux ailes antérieures plusieurs courtes marques marron, depuis le bord costal et le bord externe.
Sur le revers bordure et marques sont cuivre orangé ou orange doré.

## Écologie et distribution
Oleria santineza est présent en Colombie, en Équateur et au Venezuela.

### Protection
Pas de statut de protection particulier.